# Calcinea
Calcinea — підклас вапнякових губок (Calcarea).
Форма тіла характеризується великою мінливістю. Організація  водоносної системи у різних представників буває всіх чотирьох основних типів: асконоїдна, сиконоїдна, силлеїбідна і лейконоїдна.
Скелет зазвичай представлений вапняними спікулами з променями рівної довжини, які розходяться під рівними кутами. У деяких видів поряд з ними зустрічаються спікули з променями різної довжини, а іноді — базальний вапняний кістяк із спаяних спікули.

## Класифікація
Має три ряди:
- Clathrinida
- Leucettida
- Murrayonida